# Abou Mouhannad al-Souweïdaoui
Abou Mouhannad al-Souweïdaoui, de son nom de naissance Adnan Latif Hamid al-Souweïdaoui al-Doulaïmi (arabe: عدنان لطيف حامد السويداوي الدليمي), né dans la province d'al-Anbar en 1965 et mort le 8 novembre 2014 dans cette même région, est un militaire de l'armée irakienne, devenu ensuite un émir djihadiste de l'État islamique. Également connu sous les pseudonymes Abou Abdoul Salem et Hadji Daoud; il a été à la tête du conseil militaire de l'organisation.

## Biographie
Au moment de la chute de Saddam Hussein en 2003, Adnan al-Doulaimi est lieutenant-colonel au sein de l'armée irakienne,. Il aurait fait ses études à la même académie militaire qu'Haji Bakr et Abou Abdel Rahman al-Bilaoui. Peu de temps après l'invasion américaine il rejoint ensuite Jama'at al-Tawhid wal-Jihad (devenu al-Qaïda en Irak en 2004) et devient un des lieutenants d'Abou Moussab Al-Zarqaoui.
D'après une biographie publiée par l'État islamique après sa mort, Abou Mouhannad al-Souweïdaoui était présent aux première et deuxième batailles de Falloujah en 2004.
Il a organisé l'évasion du 21 juillet 2013 où environ 500 prisonniers se sont échappés de la prison d'Abou Ghraib avec, parmi eux, plusieurs hauts responsables d'Al-Qaïda.
Abou Mouhannad al-Souweïdaoui monte à la tête du conseil militaire de l'État islamique après la mort d'Abou Abdel Rahman al-Bilaoui, début juin 2014 et il le restera jusqu'à sa mort le 8 novembre 2014. Il est tué par une frappe aérienne de la coalition lors de la bataille d'Al-Anbar. Cette frappe aurait également blessé Abou Bakr al-Baghdadi selon The Washington Post,. Gardé sous secret bien qu'ayant été l'objet de spéculations, le décès d'al-Doulaimi n'est confirmé que le 15 mai 2015 en même temps que l'EI donne son nom à une offensive de la deuxième bataille de Ramadi ; celui-ci ayant pour habitude de nommer les batailles d'après ses leaders tombés,. D'après The Daily Beast, Abou Ali al-Anbari aurait succédé à Abou Mouhannad al-Souweïdaoui.